# Rhus rogersii
Rhus rogersii là một loài thực vật có hoa trong họ Đào lộn hột. Loài này được Schönland miêu tả khoa học đầu tiên.